# James Ponder
James Ponder, född 31 oktober 1819 i Sussex County i Delaware, död 5 november 1897 i Sussex County i Delaware, var en amerikansk politiker (demokrat). Han var Delawares guvernör 1871–1875.
Ponder var en framgångsrik affärsman som tog över familjeföretaget 1863 och var senare både järnvägs- och bankdirektör. De gifta kvinnornas rättigheter utökades under hans tid som guvernör. Efter tiden som guvernör återvände han till näringslivets tjänst.